# Cymothales mirabilis
Cymothales mirabilis là một loài côn trùng trong họ Myrmeleontidae thuộc bộ Neuroptera. Loài này được Gerstaecker miêu tả năm 1894.